# Núi Logan
Núi Logan là một đỉnh núi ở phía nam của lãnh thổ Yukon, Canada với độ cao 5959 m. Núi này nằm trong dãy núi Saint Elias, gần ranh giới Alaska. Núi Logan là núi cao nhất ở Canada và là điểm cao nhì của Bắc Mỹ, chỉ sau Denali ở Alaska. Núi Logan nằm ở phía bắc của Seward Glacier ở trong Khu bảo tồn và vườn quốc gia Kluane. Núi này được đặt tên theo nhà địa lý học người Canada Sir William E. Logan và đã được vẽ bản đồ lần đầu vào năm 1925.